# GEO KOMPSAT 2B
GEO-KOMPSAT-2B - геостационарный спутник, построенный и принадлежащий Корейскому институту аэрокосмических исследований (KARI). Космический
аппарат весом 3379 килограммов несет приборы для мониторинга окружающей среды и океанов в Азиатско-Тихоокеанском регионе.GEO-KOMPSAT-2B оснащен двумя датчиками: цветным океанским тепловизором производства Airbus в Европе и спектрометром фирмы Ball Aerospace в Колорадо. Сама спутниковая платформа была изготовлена в Южной Корее. Спутник GEO-Kompsat 2B рассчитан на работу не менее 10 лет, собирая информацию о морской среде вокруг Корейского полуострова, рыбных экосистемах, переносе аэрозолей в атмосфере и качестве воздуха над Кореей.